# Psidium guyanense
Psidium guyanense là một loài thực vật có hoa trong Họ Đào kim nương. Loài này được Pers. miêu tả khoa học đầu tiên năm 1806.